# Lobanilia hirtella
Lobanilia hirtella là một loài thực vật có hoa trong họ Đại kích. Loài này được (Baill.) Radcl.-Sm. mô tả khoa học đầu tiên năm 1989.